# کلی موناکو
کلی موناکو (انگلیسی: Kelly Monaco؛ زادهٔ ۲۳ مهٔ ۱۹۷۶
(age ۲۰ سال)) یک هنرپیشه اهل ایالات متحده آمریکا است.
او در فیلم دست‌های بیکار بازی کرده‌است.